# Classe Ning Hai
La classe Ning Hai était une classe de deux croiseurs légers construite conjointement au chantier naval Harima Dock Co. Ltd de Tokyo au Japon et à l'Arsenal Kiangnan de Shanghai en Chine pour la marine de la république de Chine alors au service de la république de Chine (1912-1949).
Les deux croiseurs furent coulés par des avions japonais sur le Yangzi Jiang, près de Nankin le 23 septembre 1937, au début de la guerre sino-japonaise.

## Conception

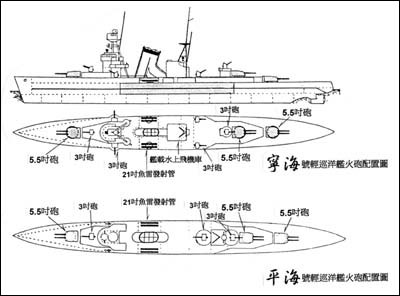
Détails de la conception du croiseur "Nin-Hay".

Le premier navire de la classe le Ning Hai fut construit au Japon, et le second en Chine avec l'aide japonaise.

Le Ning Hai fut rapidement livré en 1932. Il fut le navire amiral de la flotte de la république chinoise jusqu'à la livraison de son sister-ship.

La réalisation du Ping Hai fut ralentie à cause des tensions sino-japonaises après l'incident de Mukden. Il ne fut livré qu'en 1937. Celui-ci ne reçut pas d'installation pour les 2 hydravions de reconnaissance et son armement fut légèrement différent.

## Service au sein de lamarine impériale japonaise
Ils furent renfloués par les Japonais en 1938. Ils devaient être livrés au gouvernement national réorganisé de la république de Chine de Wang Jingwei à Nankin mais le Japon les garda et les remorqua à Sasebo. Ils servirent d'abord de ponton-caserne et devinrent des navires d'escorte sous les noms de Ioshima (Ning Hai) et Yasoshima (Ping Hai) en 1944.
À la fin de la guerre du Pacifique les deux navires, reclassés croiseurs de 2e classe, prirent part aux dernières opérations navales japonaises.
Ioshima :

Il fut lancé le 28 juin 1944. Il avait reçu des radars et son armement initial avait été changé en 2 canons de 127 mm et 5 triples canons antiaériens de 25 mm.

Il a été coulé par le sous-marin américain USS Shad (SS-235) le 19 septembre 1944.
Yasoshima :

Il fut lancé le 10 juin 1944 avec les mêmes transformations que le Ioshima. Il participa à la bataille du golfe de Leyte.

Il fut coulé par des avions du porte-avions américain USS Ticonderoga (CV-14) le 25 novembre 1944 en même temps que le croiseur lourd Kumano.

## Les unités de la classe
| Nom                   | Quille          | Lancement         | Armement           | Chantier naval                                    | Fin de carrière                                                             | Photo |
| --------------------- | --------------- | ----------------- | ------------------ | ------------------------------------------------- | --------------------------------------------------------------------------- | ----- |
| Ioshima ex-Ning Hai   | 20 février 1931 | 10 octobre 1931   | 1er septembre 1932 | Harima Dock Co. Ltd Empire du Japon               | coulé le 23 septembre 1937 renfloué par le Japon coulé le 19 septembre 1944 |       |
| Yasoshima ex-Ping Hai | 28 juin 1931    | 28 septembre 1935 | 18 juin 1936       | Arsenal de Kiangan à Shanghai République de Chine | coulé le 23 septembre 1937 renfloué par le Japon coulé le 25 novembre 1944  |       |

## Sources
- (en) Cet article est partiellement ou en totalité issu de l’article de Wikipédia en anglais intitulé « Ning Hai-class cruiser » (voir la liste des auteurs).